# Anglo-karachai
Anglo-karachai är en hästras som utvecklats i Kaukasusområdet sedan slutet av 1800-talet. Rasen har avlats fram genom att korsa Kabardinhästar med lättare ridhästar så som engelska fullblod. Dock ska den inte förväxlas med Anglo-kabardinen. Dessa är två skilda raser, även om de har samma grund. Anglo-karachai är en väldigt ovanlig hästras som främst förekommer i centrala Asien, i bergsområden där de används som ridhästar både för arbete och för nöjesridning. 

## Historia
Anglo-karachai-hästen utvecklades från en specifik linje av Kabardinhästen, som avlades uteslutet i området Karachai i norra Kaukasus. Denna linje bestod av kraftigare hästar i jämförelse med den ursprungliga Kabardinhästen. Sedan 1960-talet har denna linje räknats som en egen ras, helt separerad från Kabardinen. Det var dessa Karachai-hästar som man använde för att utveckla Anglo-Karachai, i jämförelse med dess släkting Anglokabarda,som utvecklades från Kabardinen.
Anglo-karachaihästen avlade man fram genom att korsa de tyngre Karachai-hästarna med lättare fullblodshästar, så som arabiska och engelska fullblod för att få fram en lättare typ av häst som var mer lämpade för ridning, snarare än som arbetshästar. Aveln av anglo-karachi har pågått inofficiellt sedan tidigt 1870-tal, men det dröjde till mitten på 1900-talet innan hästarna blev officiellt erkända och klassade som egen ras. 

## Egenskaper
Anglo-Karachai är en ganska stabil och lugn hästras som används till ridning, både som arbetshäst och till ren nöjesridning. Huvudet är grovt med en rak eller lätt utåtbuktande nosprofil. Ryggen är lång och rak och hela hästen ger ett massivt intryck. Halsen och nacken är lång och placeringen mot skuldrorna kan variera något, beroende på mängden fullblod som finns hos hästen.
Anglo-karachai är en medelstor ridhäst med en mankhöjd på ca 155-160 cm. Då hästarna utvecklats för långa ridpass så är gångarterna väl balanserade. 